# IAAFグランプリ大阪大会
IAAFグランプリ大阪大会（アイエーエーエフグランプリおおさかたいかい）は毎年5月上旬に開催されていた陸上競技大会である。

## 概要
日本で唯一開催される国際陸上競技連盟のIAAFグランプリ（IAAFワールドアスレチックツアーの1つ）および、IAAFワールドチャレンジの大会であったとともに、世界選手権大会やオリンピックの開催年には代表選考を兼ねる大会として重要な意味を持っていた。
出場選手はワールドランキングポイント40位以内に該当する外国、国内競技者及び日本陸連が選抜する国内競技者となっており、出場選手のレベルは高い。
大阪府大阪市東住吉区の長居スタジアムで開催され、NHKでテレビ中継もあった。
なお、第1回（1996年）は長居スタジアム改修中のため長居第2競技場で、第7回（2002年）は2002 FIFAワールドカップ開催準備のため万博記念競技場で、それぞれ行われた。
2010年11月20日、同年の開催を最後に大会を終了することが明らかになった。長引く景気低迷の影響でスポンサー確保が難しくなったため、9月に開催されていたスーパー陸上と一本化して効率的な開催を図る方向となる。12月の陸連理事会で審議され、終了が決まった。新大会は、「ゴールデングランプリ陸上」として本大会が開催されていた5月に開催されることになる。

## 主催
- 日本陸上競技連盟

## 後援
- 大阪市
- 大阪市教育委員会
- 大阪市体育協会
- 大阪21世紀協会
- 読売新聞社
- エフエム大阪

## 特別協賛
- 山崎製パン

## 協賛
- ミズノ

## 協力
- 富士通
- 東京海上日動火災保険
- ニシ・スポーツ - アシックスグループ傘下のスポーツ競技における関連器具メーカー。

## 競技種目
- 男子グランプリ（10種目）…100メートル走、400メートル走、1500メートル走、110メートルハードル走、400メートルハードル走、3000メートル障害物走、棒高跳、三段跳、ハンマー投、400mリレー
- 女子グランプリ（8種目）…100メートル走、800メートル走、5000メートル走、400メートルハードル走、走幅跳、ハンマー投、1600mリレー

※一部にグランプリ対象外の種目もある。